# Culminatie
Culmineren betekent het hoogste punt bereiken. Het begrip is door Isaac Newton in de astronomie geïntroduceerd. Het is voor een hemellichaam het punt dat de hoogte ervan maximaal is. Dit komt met de meridiaansdoorgang overeen, aangezien het hemellichaam dan de meridiaan passeert, de lijn die van noord naar zuid loopt, van de waarnemer. Behalve het hoogste punt tijdens de bovendoorgang kan er ook sprake zijn van het laagste punt, de benedendoorgang. Als een hemellichaam culmineert is zowel de azimuthoek ervan als de uurhoek 0°.
Een hemellichaam culmineert dus als het in zijn schijnbare beweging, in zijn dagelijkse omloop zijn hoogste punt bereikt. Er worden aparte meridiaankijkers gebruikt om het culminatietijdstip en de culminatiehoogte te bepalen. Met de zo verzamelde gegevens kan bijvoorbeeld worden bepaald of het nodig is een schrikkelseconde in te voegen.
De Zon culmineert in tegenstelling tot wat algemeen wordt gedacht op de meeste plaatsen niet om precies 12 uur in de middag. Zelfs met een correctie van de lokale tijd, zeg in België en Nederland 11:40 UTC voor 5° oosterlengte, variëren de culminatietijd en de culminatiehoogte gedurende het jaar. Dat is de tijdsvereffening.